# Synaphosus karakumensis
Synaphosus karakumensis är en spindelart som beskrevs av Ovtsharenko, Levy och Norman I. Platnick 1994. Synaphosus karakumensis ingår i släktet Synaphosus och familjen plattbuksspindlar.
Artens utbredningsområde är Turkmenistan. Inga underarter finns listade i Catalogue of Life.